# Maja (rzeka)
Maja – rzeka w Rosji, w Kraju Chabarowskim i Jakucji; prawy dopływ Ałdanu. Długość 1087 km; powierzchnia dorzecza 171 tys. km²; średni roczny przepływ przy ujściu 1180 m³/s.
Powstaje w górach Dżugdżur z połączenia Prawej i Lewej Mai; płynie szeroką, zabagnioną doliną po Wyżynie Judomsko-Majskiej w kierunku południowo-zachodnim, a następnie północnym; uchodzi do Ałdanu koło miejscowości Ust´-Maja. Żeglowna na odcinku 547 km od ujścia.
Główne dopływy: Majmakan (lewy), Judoma (prawy).
Zamarza od października do maja; zasilanie śniegowo-deszczowe.
w drugiej połowie XVII w. doliną Mai prowadził szlak z Jakucka nad Morze Ochockie.